# Weiki
Die Weiki, auch unter Bayern-Kiwi bekannt, ist eine zweihäusige Sorte der Actinidia arguta (Scharfzähniger Strahlengriffel) aus der Familie der Strahlengriffelgewächse (Actinidiaceae).
Gezüchtet wurde die Weiki von Herrmann Schimmelpfeng am Lehrstuhl für Obstbau des Wissenschaftszentrums Weihenstephan der TUM, woraus sich auch die Vorsilbe ihres Namens "Wei" ableiten lässt. Die Nachsilbe "ki" stammt von der Kiwi, da sie ein ähnliches Aroma besitzt.
Besonders hervorzuheben ist die Winterhärte der Weiki, die bis zu −30 °C reicht. Neben ihrer hohen Kältetoleranz zeichnet sich die Weiki auch dadurch aus, dass sie keine natürlichen Feinde in den europäischen Breiten besitzt. Geerntet werden die ovalen rot-grünen Früchte an den weiblichen Pflanzen im Oktober, wobei eine Pflanze bis zu 30 kg Ertrag liefern kann. Das Fruchtfleisch der Weiki ist grün und ihr Geschmack kiwiartig. Man muss die Weiki nicht schälen und kann die Schale direkt mitverzehren.
Die Weiki besitzt einen hohen Vitamin-C-Gehalt (1819 mg/kg), der in etwa dem dreifachen einer Zitrone entspricht, außerdem enthält sie auch sehr viel Actinidin.
Mehr als 70 Aromastoffe tragen zum Aroma der Weiki bei, wohingegen die ursprüngliche Kiwi (Actinidia deliciosa) nur etwa 15 Aromaverbindungen vorweist. Außer dem Direktverzehr eignet sich die Weiki auch sehr gut als Marmeladenfrucht. Auch die Weiterverarbeitung zu Saft und Dessertwein ist möglich.